# Костянтинівка (Покровський район)
Костянти́нівка — село Мар'їнської міської громади Покровського району Донецької області, Україна. У селі мешкає 0[джерело?] людей.

## Загальні відомості
Одне з найстаріших сел Мар'їнського району наряду з селами Новомихайлівка, Павлівка та ін. Засноване переселенцями з Чернігівської губернії. У 1919 році село відвідав очільник Махновського руху-Нестор Махно.
Село постраждало внаслідок геноциду українського народу, проведеного урядом СРСР 1932—1933.
Розташоване на лівому березі р. Сухі Яли. Відстань до райцентру становить близько 11 км і проходить автошляхом місцевого значення.
Землі села межують із територією с. Микільське Волноваського району Донецької області.
Під час російського вторгнення в Україну біля села йшли активні бойові дії з ціллю, зокрема, просування на Курахове та перерізання траси на Вугледар. У 2024 році, після тяжких боїв за сусідню Новомихайлівку, почались бої на території самого села.

## Населення
За даними перепису 2001 року населення села становило 1293 особи, з них 93,89 % зазначили рідною мову українську, 5,96 % — російську, 0,08 % — білоруську та молдовську мови.

## Відомі люди
У селі народились:
- Алфьоров Ігор Олександрович (1930—1978) — український радянський архітектор.
- Шевченко Феофан Леонтійович (1927—2016) — український вчений інженер-будівельник.